# Porina (fungi)
Porina es un género de hongos liquenizados en la familia Trichotheliaceae. El género posee una distribución amplia y se estima contiene unas 145 especies.

## Especies
- Porina aenea
- Porina africana
- Porina ahlesiana
- Porina alba
- Porina albicera
- Porina americana
- Porina andreana
- Porina aptrootii
- Porina athertonii
- Porina atlantica
- Porina atriceps
- Porina atrocoerulea
- Porina australiensis
- Porina austroatlantica
- Porina austropacifica
- Porina bacillifera
- Porina balanina
- Porina barbifera
- Porina barvica
- Porina bellendenica
- Porina blechnicola
- Porina boliviana
- Porina borreri
- Porina bryophila
- Porina byssophila
- Porina canthicarpa
- Porina cestrensis
- Porina chloroticula
- Porina conica
- Porina conspersa
- Porina constrictospora
- Porina corrugata
- Porina corruscans
- Porina crassa
- Porina cubana
- Porina curnowii
- Porina danbullensis
- Porina decrescens
- Porina deminuta
- Porina deremensis
- Porina diaphana
- Porina distans
- Porina effilata
- Porina elegantula
- Porina elixiana
- Porina eminentior
- Porina exacta
- Porina exasperatula
- Porina exocha
- Porina farinosa
- Porina filispora
- Porina flavoaurantiaca
- Porina flavopapillata
- Porina fluminea
- Porina fortunata
- Porina fulvella
- Porina fulvelloides
- Porina fulvula
- Porina fusca
- Porina ginzbergeri
- Porina grandis
- Porina guentheri
- Porina guianensis
- Porina haehndelii
- Porina heterocarpa
- Porina heterospora
- Porina huainamdungensis
- Porina howeana
- Porina hyperleptalea
- Porina imitatrix
- Porina impolita
- Porina impressa
- Porina interjungens
- Porina internigrans
- Porina kameruniensis
- Porina kansriae
- Porina kantvilasii
- Porina karnatakensis
- Porina kennedyensis
- Porina lectissima
- Porina leptalea
- Porina leptosperma
- Porina limbulata
- Porina limitata
- Porina linearis
- Porina longispora
- Porina lucida
- Porina malmei
- Porina mammillosa
- Porina mariae
- Porina mastoidella
- Porina meridionalis
- Porina minutissima
- Porina moralesiae
- Porina muluensis
- Porina nadkarniae
- Porina napensis
- Porina nigrofusca
- Porina nilgiriensis
- Porina nitidula
- Porina norrlinii
- Porina nuculastrum
- Porina ocellatoides
- Porina ocoteae
- Porina orientalis
- Porina ornata
- Porina otagensis
- Porina pacifica
- Porina papillifera
- Porina pelochroa
- Porina peregrina
- Porina perminuta
- Porina pertusarina
- Porina pichinchensis
- Porina pilifera
- Porina pocsii
- Porina pseudoapplanata
- Porina radiata
- Porina radicicola
- Porina repanda
- Porina rhaphidiophora
- Porina riparia
- Porina rubescens
- Porina rubrosphaera
- Porina rufula
- Porina sagedioides
- Porina scabrida
- Porina semecarpi
- Porina siamensis
- Porina similis
- Porina sphaerocephala
- Porina sphaerocephaloides
- Porina subapplanata
- Porina subargillacea
- Porina subinterstes
- Porina subnucula
- Porina sudetica
- Porina sylvatica
- Porina tasmanica
- Porina terraereginae
- Porina tetracerae
- Porina tetralocularis
- Porina tetramera
- Porina thaxteri
- Porina tolgensis
- Porina triseptata
- Porina ulceratula
- Porina umbilicata
- Porina vanuatuensis
- Porina verruculosa
- Porina virescens
- Porina whinrayi
- Porina wolseleyae